# Keboan
Keboan is een bestuurslaag in het regentschap Jombang van de provincie Oost-Java, Indonesië. Keboan telt 3572 inwoners (volkstelling 2010).